# Тинчлик (станция метро)
 «Тинчлик»  (узб. Tinchlik — мир) — станция  Ташкентского метрополитена.
Открыта 30 апреля 1991 года в составе четвёртого участка Узбекистанской линии : «Чор-Су» — «Беруни».
Расположена между станциями : «Беруни» и «Чор-Су».

## История
Тинчлик, в переводе с узбекского означает — «Мир» (в понятие «мирное время»).

## Характеристика
Станция : колонная, трехпролётная, мелкого заложения с двумя подземными вестибюлями.
При проектировании станции применены сборные железобетонные конструкции и колонны.

## Оформление
Над оформлением станции работали художники : Р. Мухамаджонов и А. Каюмов.
Один из вестибюлей станции впервые выполнен в своеобразном объёмно - планировочном решении : вестибюль выполнен в одном объёме с подземным переходом, отделён от него лишь витражом.
Расширяющиеся в верхней части колонны облицованны нуратинским мрамором. Верх каждой колонны подсвечен светильниками.
В центре платформенного зала подвешены хрустальные люстры в латунной отделке (художник : А. Флит).
В своей совокупности изображения созданы из художественной керамики, витража и других украшений из нуратинского, газганского мрамора и придают станции особый архитектурно - художественный вид.

## Галерея

Путевая стена станции «Тинчлик»